# Női négypárevezős a 2008. évi nyári olimpiai játékokon
A 2008. évi nyári olimpiai játékokon az evezés női négypárevezős versenyszámát augusztus 10. és augusztus 17. között rendezték a Shunyi evezőspályán. A versenyt a kínai egység nyerte a brit és a német egység előtt.

## Eredmények
Az idők másodpercben értendők. A rövidítések jelentése a következő:
- QA: Az A-döntőbe jutás helyezés alapján
- QB: A B-döntőbe jutás helyezés alapján

### Előfutamok
Két előfutamot rendeztek, négy-négy hajóval. Az első helyezettek automatikusan az A-döntőbe kerültek, a többiek a reményfutamba.
| Helyezés | Nemzet                                                                                           | Idő      | Mj       |
| 1. futam | 1. futam                                                                                         | 1. futam | 1. futam |
| -------- | ------------------------------------------------------------------------------------------------ | -------- | -------- |
| 1.       | Kína (CHN) · Tang Pin, Csin Cevei, Hszi Ajhua, Csang Jang-jang                                   | 6:11,83  | QA       |
| 2.       | Ukrajna (UKR) · Svitlana Spiriukhova, Tetjana Kolesnyikova , Olena Olefirenko, Natalija Lialcsuk | 6:17,84  |          |
| 3.       | Kanada (CAN) · Rachelle De Jong, Anna-Marie de Zwager, Janine Hanson, Krista Guloien             | 6:23,27  |          |
| 4.       | Oroszország (RUS) · Oksana Dorodnova, Julija Levina, Larisa Merk, Julija Kalinyovskaja           | 6:26,21  |          |
| 2. futam |                                                                                                  |          |          |
| 1.       | Nagy-Britannia (GBR) · Annie Vernon, Debbie Flood, Frances Houghton, Katherine Grainger          | 6:13,70  | QA       |
| 2.       | Németország (GER) · Britta Oppelt, Manuela Lutze, Kathrin Boron, Stephanie Schiller              | 6:15,26  |          |
| 3.       | Egyesült Államok (USA) · Lia Pernell, Lindsay Meyer, Jen Kaido, Margot Shumway                   | 6:19,89  |          |
| 4.       | Ausztrália (AUS) · Zoe Uphill, Amber Bradley, Kerry Hore , Amy Ives                              | 6:20,95  |          |

### Reményfutam
A reményfutamot hét résztvevővel rendezték. Az első négy helyezett bejutott az A-döntőbe, a többiek a B-döntőbe kerültek.
| Helyezés | Nemzet                                                                                           | Idő     | Mj |
| -------- | ------------------------------------------------------------------------------------------------ | ------- | -- |
| 1.       | Németország (GER) · Britta Oppelt, Manuela Lutze, Kathrin Boron, Stephanie Schiller              | 6:36,17 | QA |
| 2.       | Egyesült Államok (USA) · Lia Pernell, Lindsay Meyer, Jen Kaido, Margot Shumway                   | 6:39,53 | QA |
| 3.       | Ausztrália (AUS) · Zoe Uphill, Amber Bradley, Kerry Hore , Amy Ives                              | 6:41,39 | QA |
| 4.       | Ukrajna (UKR) · Svitlana Spiriukhova, Tetjana Kolesnyikova , Olena Olefirenko, Natalija Lialcsuk | 6:41,45 | QA |
| 5.       | Kanada (CAN) · Rachelle De Jong, Anna-Marie de Zwager, Janine Hanson, Krista Guloien             | 6:46,60 | QB |
| 6.       | Oroszország (RUS) · Oksana Dorodnova, Julija Levina, Larisa Merk, Julija Kalinyovskaja           | 6:51,14 | QB |

### Döntők

#### B-döntő
A B-döntőt két egységgel rendezték. A futam első helyezettje összesítésben a hetedik helyen végzett.
| Helyezés (Összesített) | Nemzet                                                                                 | Idő     |
| ---------------------- | -------------------------------------------------------------------------------------- | ------- |
| 1. (7.)                | Oroszország (RUS) · Oksana Dorodnova, Julija Levina, Larisa Merk, Julija Kalinyovskaja | 6:28,10 |
| 2. (8.)                | Kanada (CAN) · Rachelle De Jong, Anna-Marie de Zwager, Janine Hanson, Krista Guloien   | 6:28,78 |

#### A-döntő
Az A-döntőt hat résztvevővel rendezték.
| Helyezés | Nemzet                                                                                           | Idő     |
| -------- | ------------------------------------------------------------------------------------------------ | ------- |
| Arany    | Kína (CHN) · Tang Pin, Csin Cevei, Hszi Ajhua, Csang Jang-jang                                   | 6:16,06 |
| Ezüst    | Nagy-Britannia (GBR) · Annie Vernon, Debbie Flood, Frances Houghton, Katherine Grainger          | 6:17,37 |
| Bronz    | Németország (GER) · Britta Oppelt, Manuela Lutze, Kathrin Boron, Stephanie Schiller              | 6:19,56 |
| 4.       | Ukrajna (UKR) · Svitlana Spiriukhova, Tetjana Kolesnyikova , Olena Olefirenko, Natalija Lialcsuk | 6:20,02 |
| 5.       | Egyesült Államok (USA) · Lia Pernell, Lindsay Meyer, Jen Kaido, Margot Shumway                   | 6:25,86 |
| 6.       | Ausztrália (AUS) · Zoe Uphill, Amber Bradley, Kerry Hore , Amy Ives                              | 6:30,05 |